# Truist Financial
Truist Financial Corporation — американская финансовая холдинговая компания, образовалась в декабре 2019 года в результате слияния BB&T Corporation (Branch Banking and Trust) и SunTrust. Входит в десятку крупнейших банков США. Основана в Уинстон-Сейлем, Северная Каролина, работает в 2249 городах в 15 восточных штатах и в округе Колумбия и предлагает широкий спектр потребительских, коммерческих и банковских услуг, таких как услуги по управлению активами, операции с ценными бумагами, ипотечные кредиты и страхование.

## История

логотип компании BB&T

BB&T восходит к 1872 году, когда Алфеус Брэнч и Томас Джефферсон Хэдли открыли торговый банк Branch and Hadley в своем родном городе Уилсон, Северная Каролина. Банк вёл работу в основном с местными фермерами. В 1887 году Брэнч выкупил долю Хэдли и переименовал компанию в Branch and Company, Bankers. Два года спустя, Брэнч, его отец генерал Джошуа Барнс, Хэдли и трое других человек создали устав Генеральной Ассамблеи Северной Каролины для работы Wilson Banking и Trust Company. Название банковской компании несколько раз менялось прежде чем стало Branch Banking and Trust Company. Брэнч оставался активным членом компании вплоть до своей смерти в 1893 году. В 1978 году здание Branch Banking and Trust Company в Уилсоне было включено в Национальный реестр исторических мест США.
Благодаря работе с военными облигациями (Liberty Bonds) во время Первой мировой войны активы банка выросли более чем на $4 миллиона по состоянию на 1923 год. В 1922 году было добавлено подразделение страхования, а в 1923 году — подразделение ипотечного кредитования. По результатам Биржевого краха 1929 года в городе Уилсон выжил только один банк — BB&T.
Вторая мировая война возродила BB&T. Процветание BB&T продолжалось в 1960-е и 1970-е годы, благодаря слияниям и поглощениям активы компании выросли до $343 млн, были открыты новые филиалы в 35 городах. К 1994 году BB&T стал крупнейшим банком в Северной Каролине с более чем $10,3 млрд активов и 263 офисов в 138 городах Северной Каролины, хотя в последующие годы BB&T скатилась на второе место после Bank of America.
В 1995 году BB&T объединилась с другой банковской компанией в восточной части США, Southern National Bank. Хотя компании были примерно равными по размеру, все отделения Southern National в течение нескольких лет были переименованы в отделения BB&T. Количество отделений BB&T достигло 437 в 220 городах Северной Каролины и Вирджинии. В 1990-е годы компания продолжала расширяться по всей стране, были поглощены Fidelity Financial Bankshares, First Financial of Petersburg, Maryland Federal Bancorp и Franklin Bancorporation в Вирджинии и Мэриленде. В 1999 году BB&T приобретает MainStreet Financial Corp. в Мартинсвилле, штат Вирджиния, и Mason-Dixon Bancshares в Вестминстере, штат Мэриленд, в дальнейшем, после покупки First Liberty of Macon и Matewan Bancshares расширяется в Джорджии и Западной Вирджинии. Последняя сделка сделал BB&T крупнейшим банком в Западной Вирджинии.

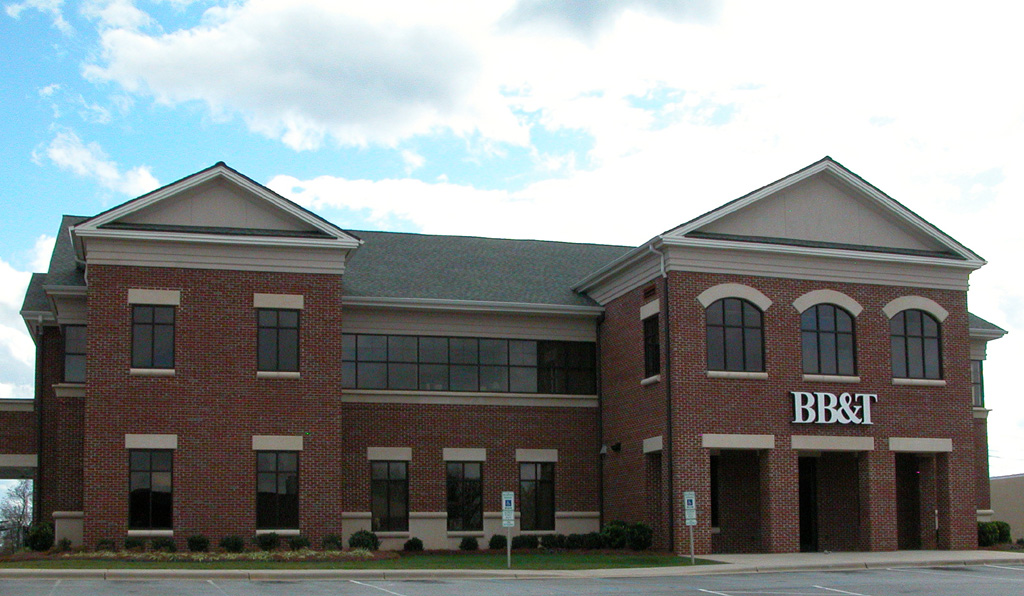
Типичный филиал, расположенный в Лексингтоне, Северная Каролина

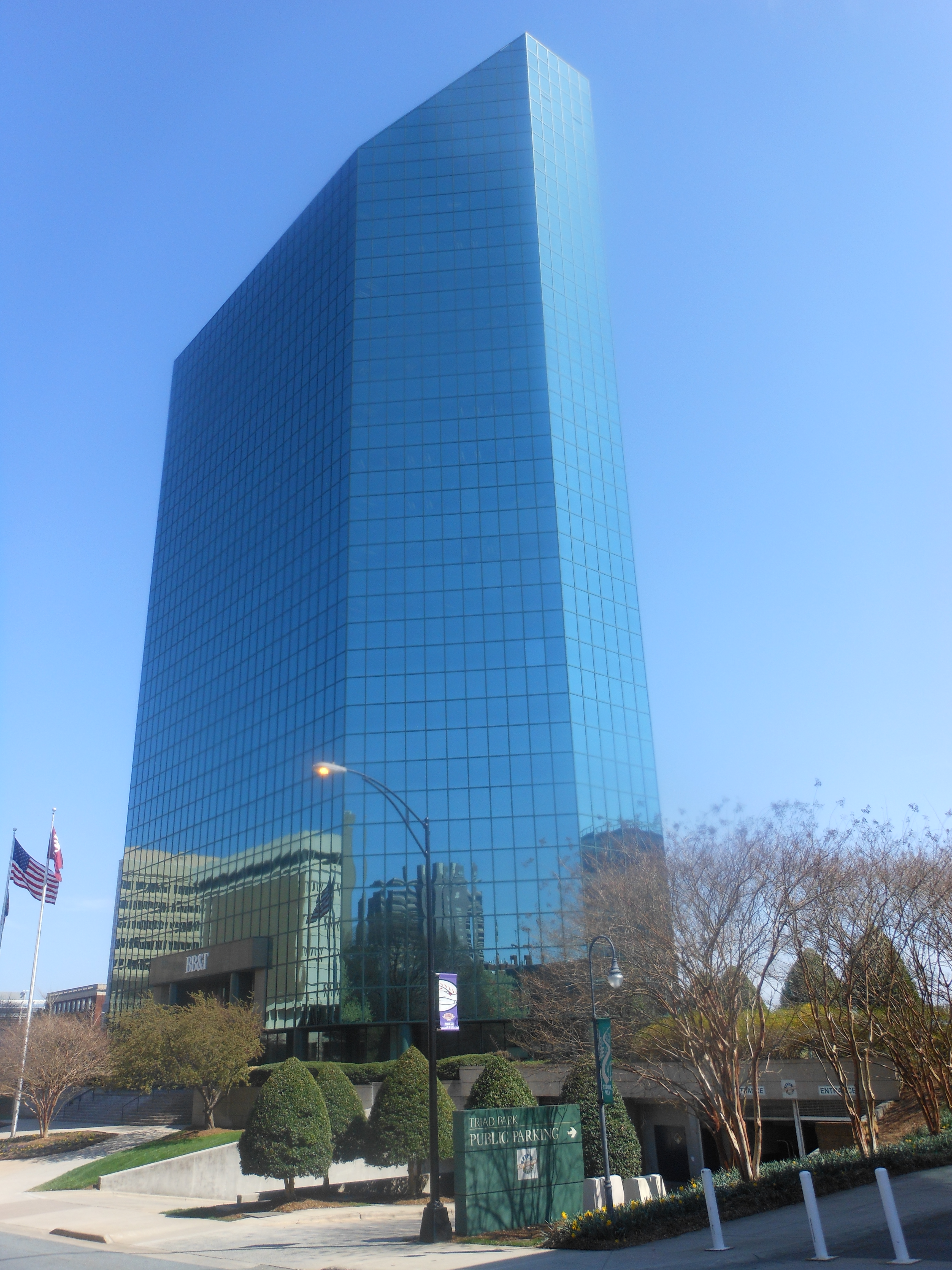
Штаб-квартира BB&T в Уинстон-Сейлем, Северная Каролина

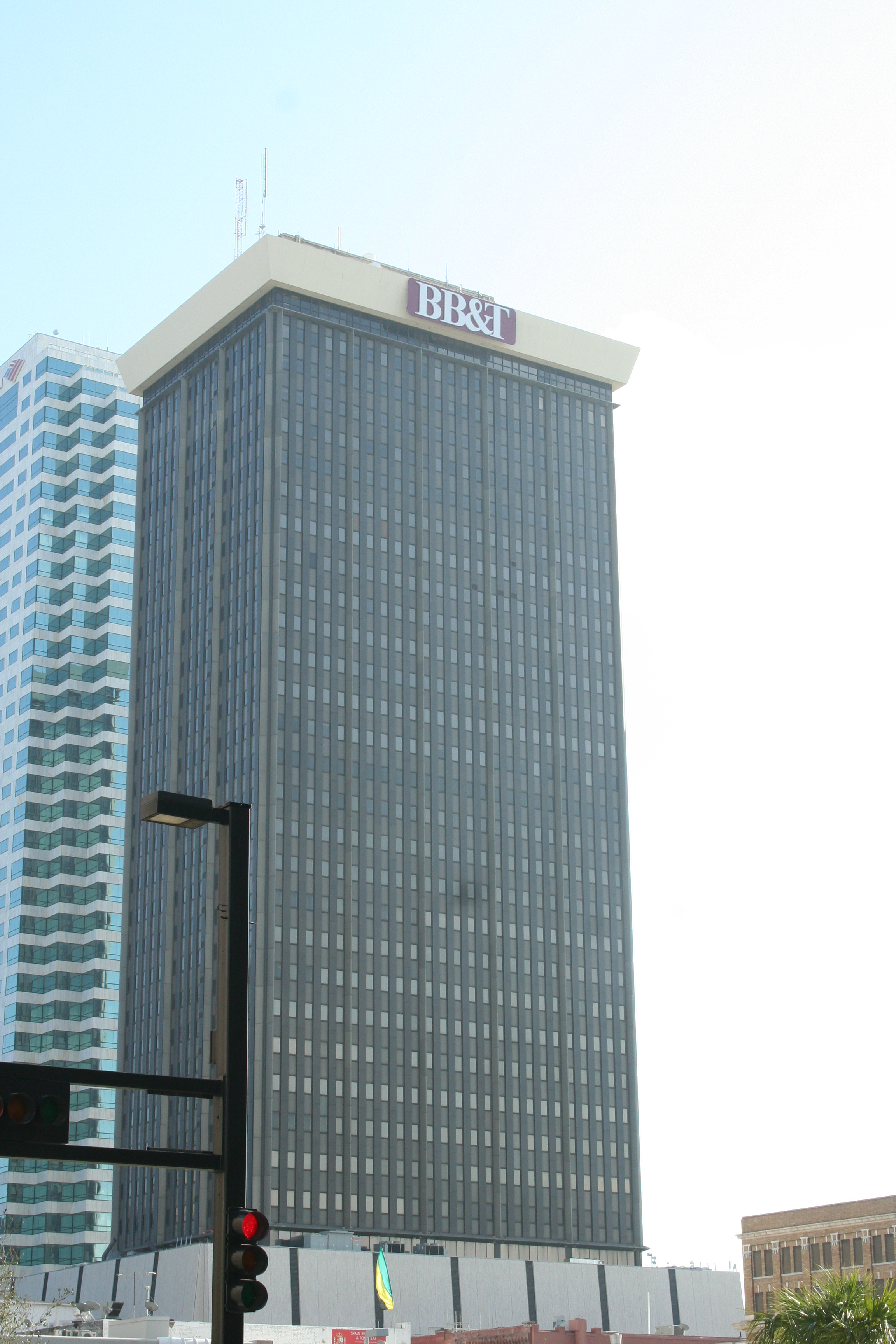
Здание BB&T в центре Тампы, штат Флорида

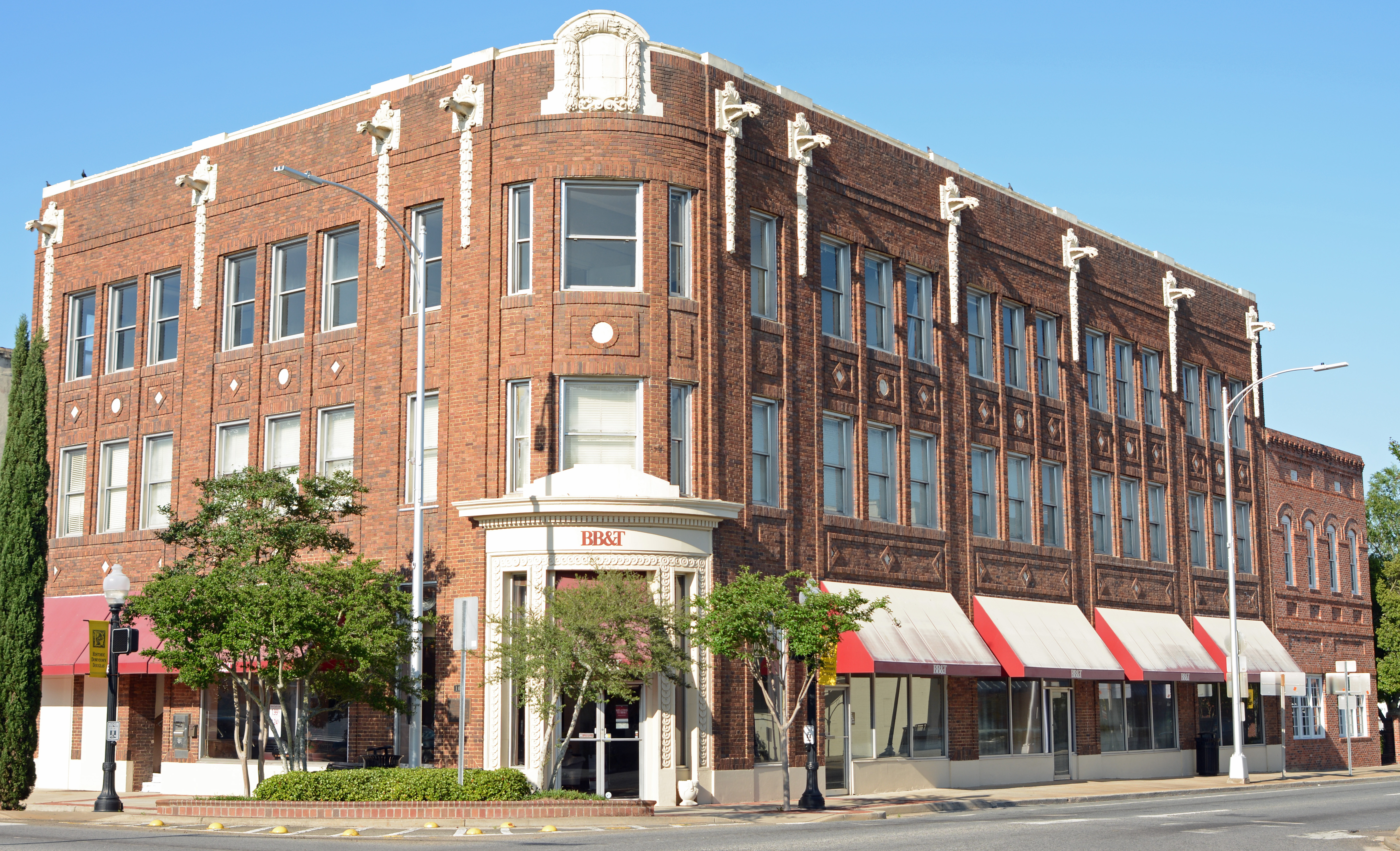
Нетипичный филиал в Дугласе, штат Джорджия

С 2000 по 2005 год BB&T приобрела многочисленные мелкие банки, расширяясь в Теннесси, Кентукки, и даже во Флориде. По состоянию на 31 декабря 2005 года BB&T Corporation имела $109,2 млрд в активах; работало более 1500 банковских офисов в 11 штатах и округе Колумбия; имелось более чем 28 000 сотрудников.
В начале 2007 года BB&T приобрела Coastal Federal Bank, расположенный в городе Миртл-Бич, Южная Каролина. Coastal Federal Bank был одним из наиболее быстро растущих банков Южной Каролины.
В конце 2008 года банк получил помощь в размере $3,1 млрд в обмен на свои привилегированные акции по программе Asset Relief. В июне 2009 года эти акции были выкуплены. Также в июне 2009 года председатель правления BB&T Джон А. Эллисон IV в своей программной речи на заседании Конкурентного института предпринимательства утверждал, что финансовый кризис 2007—2009 годов был вызван чрезмерным государственным регулированием.
14 августа 2009 года было объявлено о том, что депозиты и кредитные счета Colonial Bank были переданы BB&T. Это приобретение добавило более 340 отделений в штате Алабама, Флорида, Джорджия, Невада и Техас, общая сумма активов составила примерно $22 млрд. Это помогло BB&T стать 10-м по величине коммерческим банком в Соединенных Штатах по размеру активов. По состоянию на 1 ноября 2011 года, После покупки BankAtlantic, на 1 ноября 2011 года, BB&T увеличил размер выданных кредитов на $2,1 млрд, а размер депозитов на $3,3 млрд.
18 декабря 2013 года BB&T объявила о покупке 21 филиала Citigroup в Техасе за $36 млн, добавив $1,2 млрд в депозитах, в 2014 году было куплено ещё 41 отделение.
Кроме того, в 2014 году, BB&T объявила о приобретении Bank of Kentucky, за $363 млн, который имел в активах $1,9 млрд, что дало BB&T присутствие на рынке Северного Кентукки, Цинциннати и первые филиалы в Огайо. Сделка была завершена 22 июня 2015 года.
1 апреля 2015 года BB&T объявила о продаже American Coastal Insurance Co.
3 августа 2015 года BB&T завершила покупку за $2,5 миллиарда долларов Susquehanna Bancshares Inc., это помогло сделать первые шаги банку в Пенсильвании и Нью-Джерси.
4 апреля 2016 года BB&T завершила сделку по приобретению National Penn Bancshares за $1,8 млрд. Приобретение сделало BB&T четвёртым банком в Пенсильвании.

## Руководство
- Келли Кинг (Kelly S. King) — председатель правления (с 2010 года) и главный исполнительный директор (с 2009 года);
- Уильям Роджерс (William H. Rogers, Jr.) — президент и главный операционный директор с декабря 2019 года, до этого был председателем и CEO SunTrust (с 2012 года);
- Дэрил Байбл (Daryl N. Bible) — главный финансовый директор с 2009 года.

## Акционеры
Крупнейшие владельцы акций BB&T на 2016 год :
- The Vanguard Group — (6.09 %)
- State Street Corporation — (4.33 %)
- Dodge & Cox Inc. — (3.04 %)
- BlackRock Institutional Trust Company, N.A. — (2.59 %)
- Macquarie Group Limited — (2.46 %)
- Longview Partners (Guernsey) LTD — (2.08 %)
- First Eagle Investments Management, LLC — (1.87 %)
- BlackRock Fund Advisors — (1.58 %)
- Massachusetts Financial Services Co. — (1.52 %)
- Boston Partners — (1.50 %)[13][14]

## Деятельность
Общая сумма выданных кредитов на конец 2020 года составила около $30 млрд, из них $130 млрд составили коммерческие и промышленные кредиты, $52 млрд ипотечные кредиты. Общая сумма депозитных вкладов составила $381 млрд. В структуре выручки компании из $22,8 млрд оборота $14 млрд дали проценты по выданным кредитам, ещё $1,3 млрд дали проценты по ценным бумагам; из непроцентных доходов наибольшее значение имеют страховые премии (плата за страховые полисы) — на них в 2020 году пришлось $2,2 млрд.
На конец 2019 года у компании было 2958 отделений в США, в том числе 672 во Флориде, 444 в Виргинии, 402 в Северной Каролине, 339 в Джорджии, 241 в Мэриленде, 203 в Пенсильвании, 148 в Теннесси, 129 в Южной Каролине, 108 в Техасе, 81 в Кентукки, 70 в Алабаме, 54 в Западной Виргинии, 32 в округе Колумбия и 26 в Нью-Джерси. В Джорджии, Северной Каролине и Западной Виргинии является крупнейшим банком по размеру принятых депозитов.
| Год                 | 2001  | 2002  | 2003  | 2004  | 2005  | 2006  | 2007  | 2008  | 2009  | 2010  | 2011  | 2012  | 2013  | 2014  | 2015  | 2016  | 2017  | 2018  | 2019  | 2020  |
| ------------------- | ----- | ----- | ----- | ----- | ----- | ----- | ----- | ----- | ----- | ----- | ----- | ----- | ----- | ----- | ----- | ----- | ----- | ----- | ----- | ----- |
| Оборот              |       |       |       |       |       |       |       |       |       |       | 8,871 | 9,979 | 9,798 | 9,373 | 9,757 | 10,95 | 11,48 | 11,65 | 12,66 | 22,83 |
| Чистая прибыль      | 0,974 | 1,303 | 1,065 | 1,558 | 1,658 | 1,533 | 1,746 | 1,529 | 0,877 | 0,854 | 1,332 | 2,028 | 1,729 | 2,226 | 2,123 | 2,442 | 2,415 | 3,257 | 3,237 | 4,492 |
| Активы              | 68,82 | 75,78 | 85,33 | 96,28 | 104,6 | 114,3 | 126,4 | 136,9 | 155,2 | 157,1 | 175,0 | 184,5 | 183,0 | 186,8 | 209,9 | 219,3 | 221,6 | 225,7 | 473,1 | 509,2 |
| Собственный капитал | 5,802 | 7,113 | 8,895 | 10,66 | 11,14 | 11,53 | 12,22 | 13,53 | 16,24 | 16,50 | 17,48 | 21,22 | 22,81 | 24,43 | 27,34 | 29,93 | 29,70 | 30,18 | 66,56 | 68,02 |